# Plebicula pluripuncta
Plebicula pluripuncta är en fjärilsart som beskrevs av Courvoisier 1912. Plebicula pluripuncta ingår i släktet Plebicula och familjen juvelvingar. Inga underarter finns listade i Catalogue of Life.